# سیارک ۹۶۲۰
سیارک ۹۶۲۰ (به انگلیسی: 9620 Ericidle، نامگذاری:1993FU13) نه هزار و ششصد و بیستمین سیارک کشف شده‌است که در ۱۷ مارس ۱۹۹۳ کشف شد.
قدر مطلق سیارک برابر ۱۴٫۲۰ است.